# Дзбондз
Дзбондз (пол. Dzbądz) — село в Польщі, у гміні Ружан Маковського повіту Мазовецького воєводства.
Населення — 306 осіб (2011).
У 1975—1998 роках село належало до Остроленцького воєводства.

## Демографія
Демографічна структура станом на 31 березня 2011 року:
|          | Загалом | Допрацездатний вік | Працездатний вік | Постпрацездатний вік |
| -------- | ------- | ------------------ | ---------------- | -------------------- |
| Чоловіки | 160     | 31                 | 100              | 29                   |
| Жінки    | 146     | 27                 | 79               | 40                   |
| Разом    | 306     | 58                 | 179              | 69                   |